# الانتقام (مسلسل 2002)
 الانتقام ، (بالإسبانية: La venganza)‏، (بالإنجليزية: The Revenge)‏، هو مسلسل أمريكي-كولومبي من إنتاج شركة تيليموندو الأمريكية وشركة RTI الكولومبية لعام 2002، يحتوي على 127 حلقة، من بطولة غابرييلا سبانيك، خوسيه أنخيل ياماس وكاترين سياتشوكي.

## الممثلين
غابرييلا سبانيك

## روابط خارجية
- الإنتقام على موقع IMDb (الإنجليزية)
- الإنتقام على موقع كينوبويسك (الروسية)
- الإنتقام على موقع قاعدة بيانات الفيلم (الإنجليزية)